# 1705 w muzyce
Wydarzenia muzyczne w 1705 roku.

## Wydarzenia
- Johann Sebastian Bach wyrusza do Lubeki, by posłuchać Buxtehudego.
- Alessandro Scarlatti zauważa, że napisał 88 oper w ciągu ostatnich 23 lat.
- William Croft poślubia  Mary George.
- Jean-Féry Rebel dołącza do królewskiej orkiestry: "24 violons du Roy".

## Dzieła
- Arcangelo Corelli – Concerto Grosso No. 8
- Johannes Schenck partity i sonaty

## Dzieła operowe
- Antonio Caldara – L’Arminia
- Francesco Gasparini – Statira
- Georg Friedrich Händel – Almira

## Urodzili się
- 24 stycznia – Farinelli, włoski śpiewak operowy, kastrat (sopran) (zm. 1782)
- 19 września[a] – Henri-Jacques de Croes, belgijski kompozytor i skrzypek (zm. 1786)
- 28 września – Johann Peter Kellner, niemiecki kompozytor i organista (zm. 1772)
- 15 listopada – Louis-Gabriel Guillemain, francuski kompozytor i skrzypek (zm. 1770)

Data dzienna nieznana
- John Hebden, angielski kompozytor, wiolonczelista i fagocista (zm. 1765)

## Zmarli
- Nicholas Staggins, kompozytor angielski, były Master of the King’s Musick